# 领村伍家祠
高要县第一区农民自卫军总部旧址，位于中国广东省肇庆市高要市乐城领村伍家祠，为原高要县第一区农民自卫军的总部。1989年11月30日，列入高要市文物保护单位。